# Cestayrols
Cestayrols település Franciaországban, Tarn megyében. Lakosainak száma 462 fő (2022. január 1.). Cestayrols Bernac, Cahuzac-sur-Vère, Castanet, Donnazac, Fayssac, Noailles és Villeneuve-sur-Vère községekkel határos.

## Népesség
A település népességének változása:
| Lakosok száma | 475  | 470  | 474  | 466  | 468  | 469  | 471  | 466  | 462  |
|               | 2013 | 2015 | 2016 | 2017 | 2018 | 2019 | 2020 | 2021 | 2022 |